# Équipe d'Autriche espoirs de football
Maillots
L'Équipe d'Autriche espoirs de football est une sélection des meilleurs jeunes footballeurs autrichiens de moins de 21 ans, constituée sous l'égide de la Fédération d'Autriche de football.

## Équipe actuelle

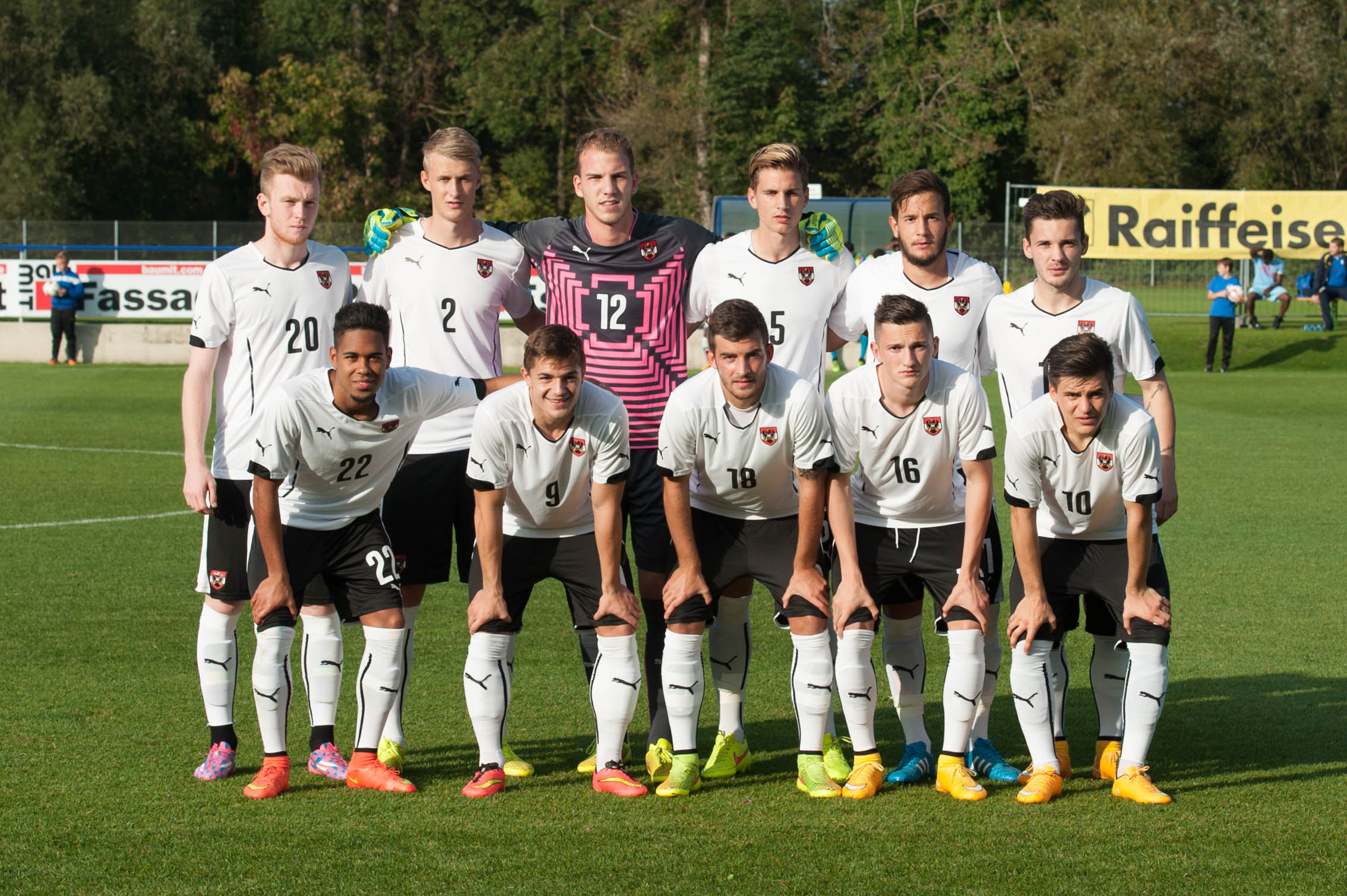
Composition de l'Autriche espoirs face au Congo en 2014